# Wzór Lisaka
Wzór Lisaka – sposób na obliczanie powierzchni użytkowej samochodu ciężarowego dla celów podatku od towarów i usług (VAT). Wzór był jednym z działań mających na celu ograniczenie odliczania pełnego podatku VAT od samochodów osobowych, w szczególności aut typu kombi.
Przepis ustawy zawierający wzór Lisaka (art. 86 ust.3 ustawy o podatku od towarów i usług) brzmiał następująco:  
W przypadku nabycia samochodów osobowych oraz innych pojazdów samochodowych o dopuszczalnej ładowności mniejszej niż określona według wzoru:
DŁ = 357 kg + n × 68 kg
gdzie:
- DŁ – oznacza dopuszczalną ładowność,
- n – oznacza liczbę miejsc (siedzeń) łącznie z miejscem dla kierowcy.

kwotę podatku naliczonego stanowi 50% kwoty podatku określonej w fakturze lub kwoty podatku należnego z tytułu wewnątrzwspólnotowego nabycia towarów lub kwoty podatku należnego od dostawy towarów, dla której podatnikiem jest ich nabywca – nie więcej jednak niż 5.000 zł.
Bezpośrednim pomysłodawcą rozwiązania był poseł Janusz Lisak z Unii Pracy. Wprowadzony w maju 2004 wzór nie przyniósł oczekiwanego efektu, po niespełna roku zniesiono go wprowadzając nowy sposób obliczania powierzchni pojazdów. 
22 grudnia 2008 Europejski Trybunał Sprawiedliwości wydał wyrok w sprawie Magoora (C-414/07) uznając, że wzór Lisaka i wszelkie inne ograniczenia odliczania VAT od paliwa w stosunku do stanu prawnego obowiązującego przed przystąpieniem Polski do UE naruszyły wyrażony w VI Dyrektywie VAT zakaz ustanawiania nowych ograniczeń odliczalności tego podatku..